# Rivière Raisin (Michigan)
Pour les articles homonymes, voir Raisin (homonymie).
Ne doit pas être confondu avec Rivière Raisin (Ontario).
La rivière Raisin (Raisin River en anglais) est un affluent de la rivière Détroit qui coule dans l'État du Michigan aux États-Unis.
La rivière fut dénommée "Raisin" par les explorateurs et trappeurs français et Canadiens-français qui arpentèrent la région à l'époque de la Nouvelle-France et observèrent les grappes de fruit le long de ce cours d'eau.
Les premiers habitants, vivant sur ce territoire, étaient les tribus amérindiennes des Nations Hurons et Potawatomis. Les amérindiens puis les trappeurs et coureurs des bois français et canadiens utilisèrent la méthode du portage pour passer de la rivière Raisin aux rivières Grande et Kalamazoo.
En janvier 1813, durant la Guerre anglo-américaine de 1812, eut lieu la bataille de Frenchtown le long de la rivière Raisin durant laquelle une soixantaine de prisonniers blessés américains furent achevés. Cet évènement tragique est appelé "Massacre de la rivière Raisin".